# غولف فلامينغو

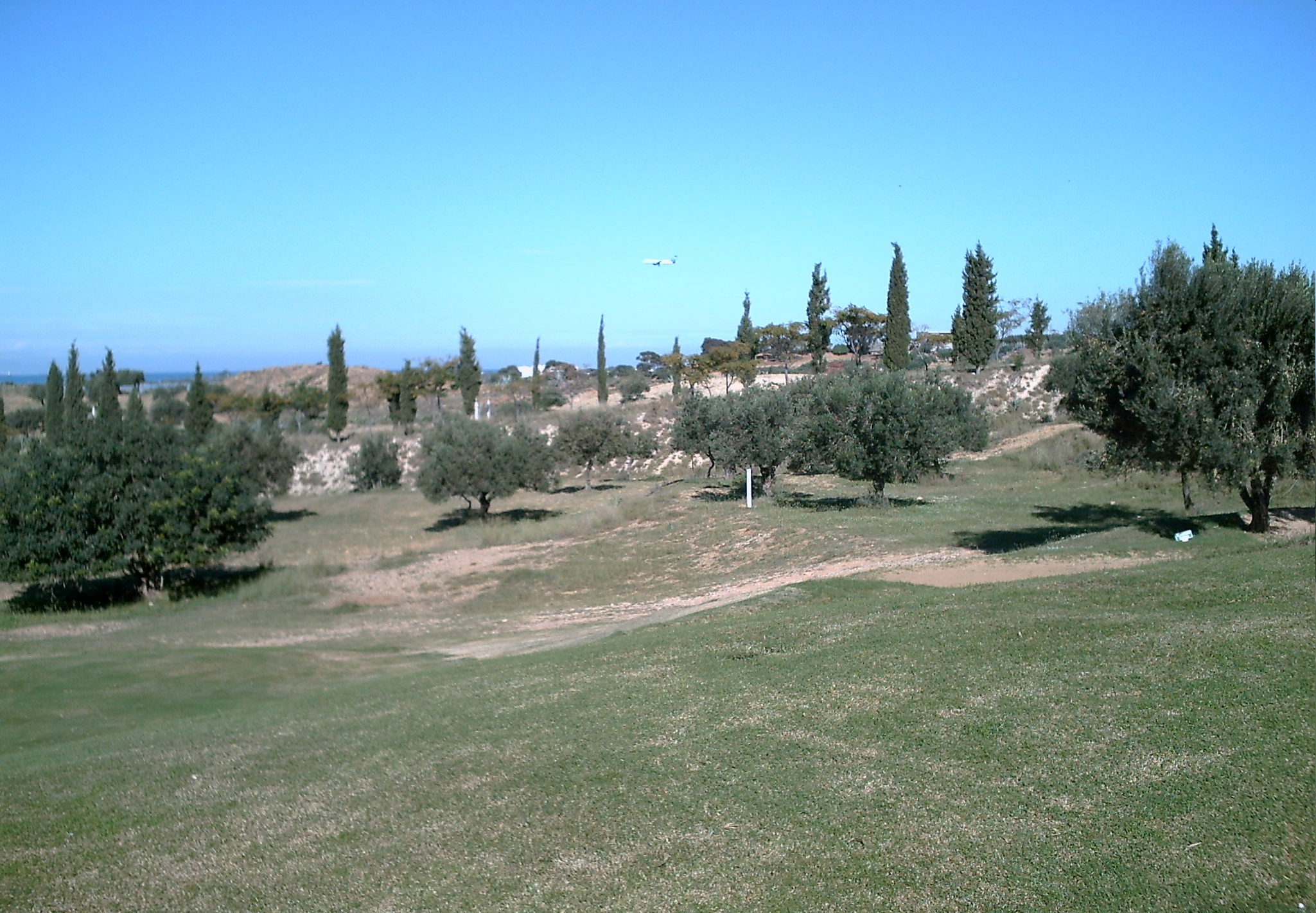
غولف فلامينغو في 2008.

غولف فلامينغو (بالفرنسية: Golf Flamingo)‏ هو ملعب غولف يقع في المنستير في تونس. تم افتتاح الملعب في 1991، ورسم خريطة هذا الملعب المهندس الأمريكي رونالد فريم (Ronald Fream).

## روابط خارجية
- الموقع الرسمي.